# Cerkiew Narodzenia św. Jana Chrzciciela w Hajnówce

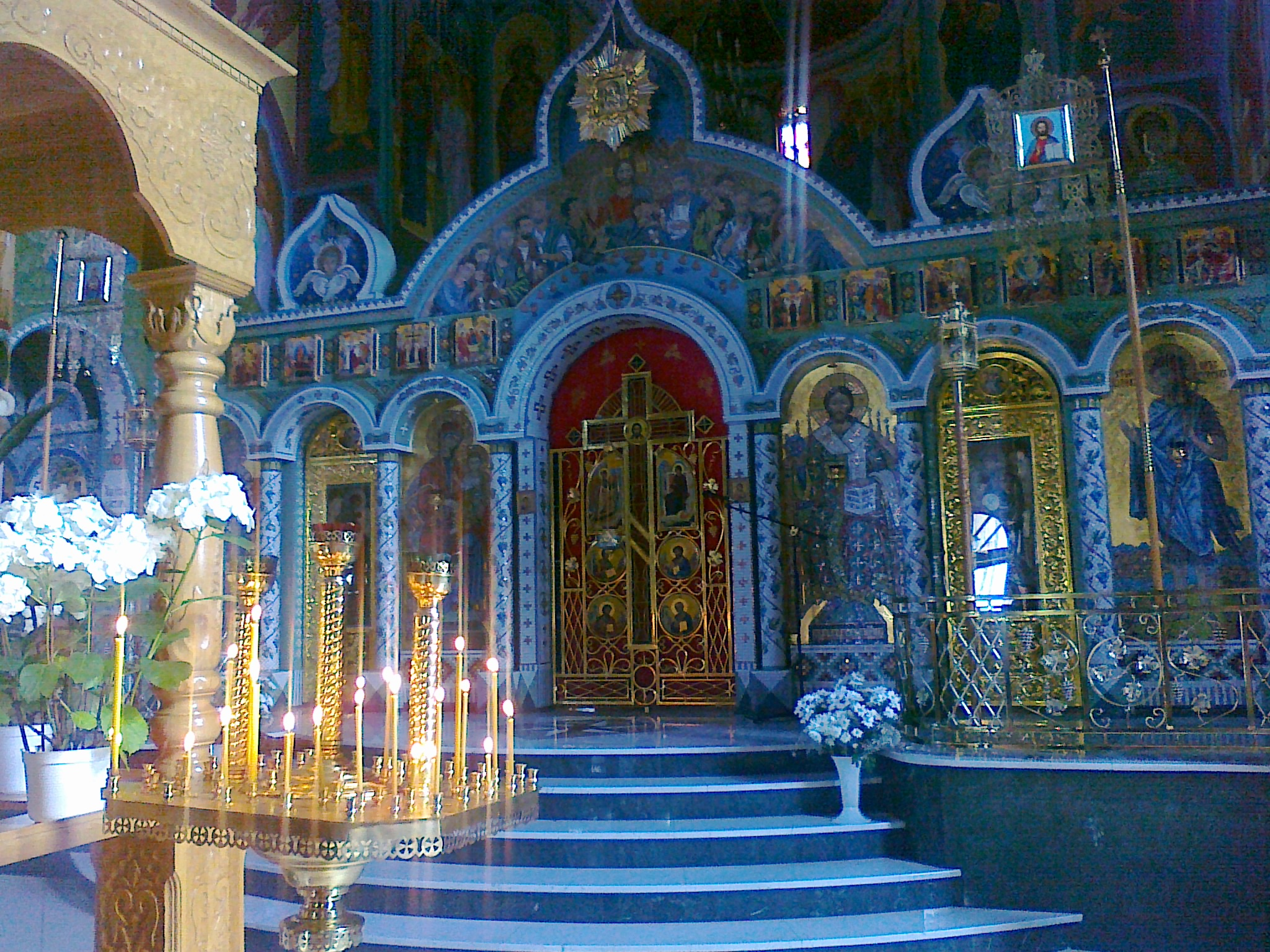
Ikonostas

Cerkiew pod wezwaniem Narodzenia Świętego Jana Chrzciciela – prawosławna cerkiew parafialna w Hajnówce. Należy do dekanatu Hajnówka diecezji warszawsko-bielskiej Polskiego Autokefalicznego Kościoła Prawosławnego.
Świątynia mieści się przy ulicy Mikołaja Reja.
Wybudowana w latach 1995–2007. Świątynia, którą zaprojektował Jan Kabac ma kształt dwóch krzyży nałożonych na siebie. Posiada trzy kopuły (centralną i dwie mniejsze boczne). Wewnątrz mieści się współczesny ikonostas.
Parametry techniczne cerkwi
- ogólna kubatura cerkwi = 460 m³
- ogółem pow. użytkowej = 520 m²
- długość = 26 m
- szerokość = 28 m
- wysokość wewnątrz cerkwi = 28 m
- wysokość z centralną kopułą i krzyżem = 36,5 m